# Пантанали штату Мату-Гросу-ду-Сул
Пантанали штату Мату-Гросу-ду-Сул (порт. Mesorregião dos Pantanais Sul-Mato-Grossenses) — адміністративно-статистичний мезорегіон у Бразилії. Входить в штат Мату-Гросу-ду-Сул. Населення становить 238 244 чоловік (на 2006 рік). Займає площу 110 769,237 км². Густота населення — 2,15 чол./км².

## Склад мезорегіону
В мезорегіон входять такі мікрорегіони:
1. Акідауана
2. Байшу-Пантанал

| Бразилія | Це незавершена стаття з географії Бразилії. Ви можете допомогти проєкту, виправивши або дописавши її. |